# NGC 3412
NGC 3412 ist eine Linsenförmige Galaxie vom Hubble-Typ SB0 und liegt im Sternbild Löwe auf der Ekliptik. Sie ist schätzungsweise 33 Millionen Lichtjahre von der Milchstraße entfernt und hat einen Durchmesser von etwa 40.000 Lichtjahren.

Im selben Himmelsareal befinden sich u. a. die Galaxien NGC 3377, NGC 3391, NGC 3419.
Das Objekt wurde am 8. April 1784 von Wilhelm Herschel entdeckt.